# City of Doncaster
City of Doncaster är ett storstadsdistrikt (kommun) i South Yorkshire i England,  Storbritannien. Distriktet har 311 027 invånare (2022). Det erhöll status som city den 1 november 2022.
Större orter är Adwick le Street, Armthorpe, Bentley, Conisbrough, Doncaster, Mexborough, Rossington och Thorne.  

## Civil parishes
En stor del av distriktet (med cirka 55 procent av befolkningen) är inte indelat i civil parishes. Resten är indelat i 43 civil parishes: 
- Adwick upon Dearne, Armthorpe, Askern, Auckley, Austerfield, Barnburgh, Barnby Dun with Kirk Sandall, Bawtry, Blaxton, Braithwell, Brodsworth, Burghwallis, Cadeby, Cantley, Clayton with Frickley, Conisbrough Parks, Denaby, Edenthorpe, Edlington, Fenwick, Finningley, Fishlake, Hampole, Hatfield, Hickleton, High Melton, Hooton Pagnell, Kirk Bramwith, Loversall, Marr, Moss, Norton, Owston, Rossington, Sprotbrough and Cusworth, Stainforth, Stainton, Sykehouse, Thorne, Thorpe in Balne, Tickhill, Wadworth och Warmsworth.[3]